# Heather Phillips
Heather Phillips es una soprano de coloratura de ópera estadounidense. Comenzó su carrera en la Ópera de Santa Fe, donde creó allí el papel de Katie en Cold Mountain de Jennifer Higdon en 2015. Hizo su debut europeo en la Ópera de Fráncfort en 2022 en el papel principal de Bianca e Falliero de Rossini.

## Biografía
Phillips estudió en el Colegio-Conservatorio de Música de la Universidad de Cincinnati, obteniendo diplomas de Licenciatura y Maestría en Artes. Fue miembro del estudio de la Ópera de Santa Fe, apareciendo como Sardula en El último salvaje de Menotti y como la Contessa en El viaje a Reims de Rossini. Se unió a la compañía durante un año en 2014, interpretando papeles como Frasquita en Carmen de Bizet y Gilda en Rigoletto de Verdi. Allí creó el papel de Katie en Cold Mountain de Jennifer Higdon en 2015. Phillips actuó como Konstanze en El rapto en el serrallo de Mozart en la Ópera de Nueva Orleans, y como Elvira en La italiana en Argel de Rossini en la Ópera Lírica de Kansas City.
En concierto, actuó con orquestas como la Orquesta Filarmónica de Nueva York, la Orquesta Sinfónica de Austin y la Orquesta Sinfónica de Cantón.
Phillips hizo su debut europeo en la Ópera de Fráncfort en 2022 en el papel de Bianca en Bianca e Falliero de Rossini, junto a Beth Taylor en un papel con calzones como Falliero, dirigida por Tilmann Köhler y dirigida por Giuliano Carella. La obra había sido planificada para 2020, y en colaboración con el Festival Tirol en Erl, para concluir un foco de las obras de Rossini.
Un crítico del Frankfurter Allgemeine Zeitung describió su comienzo de «Da un instante, da un momento» «en un cuarteto con ternura como un hilo de plata». Escribió que retrató el desarrollo de su personaje de una niña ingenua a una víctima sufriente del poder, con el patetismo de la tragedia griega, y finalmente a una mujer autodeterminada desilusionada, con una voz delicada llena de matices y brillante en conjuntos. Otro crítico notó sus coloraturas precisas y flexibles, que sirven para retratar el desarrollo de su personaje.